# Axro
Die AXRO GmbH ist ein B2B-Großhändler und -Distributor für Original-Verbrauchsmaterialien im Bereich Bürokommunikation. Das Angebot umfasst Toner, Trommeln, Tinte und Farbband-Produkte, aber auch Hardware wie Kopierer, Drucker sowie Multifunktionsgeräte. Der Firmensitz befindet sich in Hamburg.

## Entwicklung
AXRO wurde 1990 in Hamburg von Axel Spielberg und Rolf Majoor gegründet. Als Großhändler betreibt AXRO den Import und Export von Verbrauchsmaterialien für Drucker und Kopiergeräte. Das Lager hatte 1990 eine Fläche von ca. 100 m² und befand sich in der Innenstadt von Hamburg. In den Folgejahren erweiterte die AXRO das Tätigkeitsfeld auf die Distribution von Druckern und Kopierern.
1993 erfolgte aufgrund des geschäftlichen Wachstums ein Umzug in das ca. 400 m² große Lager einer ehemaligen Schokoladenfabrik im Westen Hamburgs. 1996 mietete AXRO ein ca. 800 m² großes Lager im Norden Hamburgs. 1996 erweiterte die Geschäftsführung ihre Aktivitäten in Richtung Osteuropa und gründete in Krakau (Polen) die Tochtergesellschaft SCOT Spółka z o.o.
1998 kaufte AXRO im Hamburger Bezirk Stellingen ein ca. 1.600 m² großes Lager und überschritt im Jahr 2004 die Umsatzschwelle von 100 Millionen Euro. 2005 zog das Unternehmen in neue eigene Räumlichkeiten, an den ehemaligen Standort der Asche AG, ein aus dem 1877 gegründeten Unternehmen C. F. Asche & Co. AG in Hamburg-Altona hervorgegangenes Tochterunternehmen der Bayer AG, ebenfalls in Hamburg-Stellingen, mit einer Lagerfläche von ca. 5.000 m² und einer Bürofläche von ca. 1.400 m².
2012 verkaufte AXRO die Tochtergesellschaft in Polen.

## Geschäftsmodell
Die AXRO GmbH agiert als Distributor am Markt für Drucker- und Faxzubehör. Mit einigen Herstellern wie z. B. Kyocera, Samsung und Sharp bestehen direkte Distributionsverträge. Der Fokus des Geschäftsfeldes liegt auf dem Business-to-Business-Bereich und dem Fachhandel.
Das AXRO Sortiment umfasst mehr als 6000 Original-Artikel wie Toner, Tinte, Trommeln sowie Ersatzteile, beliefert werden weltweit mehr als 3000 Wiederverkäufer in 67 Ländern.  Die Lagerfläche umfasst ca. 7.000 m². Weltweit versendet AXRO nach eigenen Angaben knapp 5,6 Millionen Einzelartikel pro Jahr. AXRO wird vom deutschen Zoll als „Authorized Economic Operator“ anerkannt und ist nach EN ISO 9001:2008 zertifiziert.